# Festiwal czarownic
Festiwal czarownic – komiks z serii Kajko i Kokosz autorstwa Janusza Christy. W 2018 roku komiks został przetłumaczony na gwarę góralską jako Posiady guślorek.

## O komiksie
Komiks początkowo drukowany był w odcinkach w magazynie „Świat Młodych” w roku 1982, by potem zostać wydanym w formie albumu w 1984 roku przez KAW. Całość później wznowiono w 1988 i 2003 przez Egmont Polska. W pierwszym wydaniu albumowym z pierwszej strony wycięto dwa kadry by umieścić tytuł komiksu.

## Treść komiksu
Mirmiłowo ma gościć coroczny festiwal czarownic. W międzyczasie chcący zawładnąć grodem Zbójcerze łączą siły z plemieniem Rarogów i ich wodzem Walwuchem. Ten jednak niezadowolony niekompetencją Zbójcerzy wygania ich z ich własnej warowni i postanawia samemu zawładnąć Mirmiłowem. W międzyczasie kasztelan Mirmił odkrywa cudowną maść wzrostu Jagi i mając dosyć bycia niskim podkrada ją podczas nieobecności Jagi i używa maści by zmienić się w olbrzyma.